# Codó
Codó este un oraș în Maranhão (MA), Brazilia.